# Saint-Martin-de-Sescas
Saint-Martin-de-Sescas è un comune francese di 526 abitanti situato nel dipartimento della Gironda nella regione della Nuova Aquitania.

## Società

### Evoluzione demografica
Abitanti censiti